# Mourasuchus
Mourasuchus — вимерлий рід гігантських аберантних кайманів з міоцену Південної Америки. Його череп був описаний як качиний, широкий, плоский і дуже витягнутий, зовні схожий на Stomatosuchus з пізньої крейди.
Mourasuchus добре відомий своєю дивною анатомією, його череп надзвичайно сплощений у дорсовентральній частині, широкий і загалом платіростральний за формою, що значно відрізняється від будь-якого іншого відомого на даний момент каймана, найбільше нагадуючи загадкового крокодилоподібного Stomatosuchus з пізньої крейдяної формації Бахарія. Ніздрі підняті, а також високий задній відділ черепа та короткий череп. Орбітальні краї також підняті над рострумом із потовщеними передньомедіальними краями, утвореними шишкоподібним здуттям лобової та передлобної кісток. Зуби, як правило, були невеликими та конічними, налічували більше 40 зубів з кожного боку верхньої та нижньої щелепи та ідеально змикалися між собою. Нижня щелепа має U-подібну форму з різким переходом між першими п'ятьма зубами та рештою зубних зубів. Перший-п'ятий зуби розташовані на вигнутій передній частині нижньої щелепи, тоді як кістка пряма, починаючи з шостого. Симфіз нижньої щелепи короткий і тонкий, він простягається лише до першої задньої альвеоли, що означає, що тварина, швидше за все, мала відносно слабкий прикус. Остеодерми Mourasuchus мають помітні шипи на дорсальній поверхні.
Плечова кістка Mourasuchus довга і струнка, інтерпретується як, можливо, вказівка на ослаблені передні кінцівки, що потенційно відповідає переважно водному способу життя.
Через фрагментарність останків Муразуха важко визначити розмір тіла. Довжина черепа Mourasuchus коливається до метра, причому голотипний череп M. pattersoni має 108,1 см в довжину, тоді як череп M. arendsi може досягати 108,5 см в довжину. Найбільший череп належить M. amazonensis 113,5 см. У дослідженні 2020 року Cidade та ін. спробував визначити розміри тіла 4 визнаних видів Mourasuchus на основі співвідношення голова/тіло сучасних родів, таких як Caiman latirostris і Alligator mississippiensis. Їхні результати показали, що середній розмір тіла M. atopus, найменшого виду, становив 6,30 метрів, а для M. amazonensis — 9,47 метрів і 4,3 тонни. Однак пізніше дослідження суперечило цим результатам. У 2022 році Пайва та його колеги стверджували, що дорсальна довжина черепа є поганою основою для оцінки розміру порівняно з шириною черепа. Крім того, вони виявили, що попередні дослідження зазвичай включали в свої дані молодих тварин, спотворюючи результати. Це дослідження розрахувало довжину від 2,5 до 3,1 м для Mourasuchus atopus, 3,8–4,8 м для Mourasuchus arendsi, 4,3–5,5 м для Mourasuchus pattersoni та для Mourasuchus amazoniensis, найбільшого виду, 4,7–5,98 м.
Подібно до неспоріднених, але морфологічно подібних Stomatosuchidae, екологія годівлі Mourasuchus є загадковою та погано вивченою, з різними гіпотезами, запропонованими для розуміння його спеціалізованої анатомії. Завдяки тонким і коротким гілкам нижньої щелепи та ідеально оклюзійним, тонким і майже гомодонтним зубам, Mourasuchus не був створений для захоплення та утримання здобичі, як сучасні крокодили.